# 甲央
甲央（1943年10月—）藏族，西藏亚东人，中华人民共和国官员，西藏自治区文化厅党组成员、副厅长兼文物局局长、文化厅巡视员。

## 生平
1956年4月参加工作，1962年加入中国共产党。长期从事文化文物工作，先后在西藏革命展览馆、西藏自治区文教局、西藏自治区文物管理委员会、西藏自治区文化厅、西藏自治区文物局任职。1986年，任西藏自治区文化厅副厅长，主要分管文物工作。他是西藏自治区文化厅党组成员、副厅长兼文物局局长、文化厅巡视员。1989年，兼任布达拉宫维修工程施工办公室主任。后兼任西藏重点文物保护工程领导小组副组长。他在在布达拉宫一、二期保护维修工程等的文物保护利用工作中作出了突出贡献。2002年退休。2003年，被聘为西藏三大重点文物保护维修领导小组办公室副主任，重点负责专家咨询组的工作并且兼任专家咨询组组长。
2017年10月3日，因心脏病在拉萨逝世，享年74岁。